# Platygloeales
Platygloeales é uma ordem de fungos da classe Pucciniomycetes, filo Basidiomycota.  Contém duas famílias, Eocronartiaceae e Platygloeaceae.